# Subcontratista
Un subcontratista es una persona o en muchos casos, una empresa que firma un contrato para realizar parte o la totalidad de las obligaciones del contrato de un tercero.
Un subcontratista es una persona que es contratada por un contratista general (o contratista primario, o el contratista principal) para realizar una tarea específica como parte del proyecto general y normalmente se paga por los servicios prestados al proyecto por el contratista general de origen. Si bien el concepto más común de un subcontratista en obras de construcción y la ingeniería civil, la gama de oportunidades para el subcontratista es mucho más amplia y es posible que el mayor número de ellos ahora operan en los sectores de tecnología de la información y sectores de negocios de información.
El incentivo para contratar a subcontratistas es, ya sea para reducir costos o para mitigar los riesgos del proyecto. De esta manera, la empresa contratista recibe el mismo o un mejor servicio que el contratista general podría haber proporcionado por sí mismo, con menos riesgos. Muchos subcontratistas trabajan para las mismas empresas en lugar de varios. Esto permite a los subcontratistas que se especialicen aún más en sus habilidades.

## Tipos de subcontratista
En el derecho contractual de la industria de la construcción del Reino Unido, especialmente cuando se utilizan contratos de adhesión JCT, se identifican tres tipos de subcontratistas:
Subcontratista interno o doméstico

Un subcontratista que tiene contrato con el contratista principal para el suministrar o fijar cualquier material o bienes o ejecutar el trabajo que forme parte del contrato principal. En esencia, este contratista es empleado por el contratista principal.
Subcontratista nominado
Algunos contratos permiten que el arquitecto o el oficial de supervisión se reserve el derecho de la selección final y la aprobación de los subcontratistas. El contratista principal está autorizado a hacer un beneficio de la utilización de subcontratistas propuestos en el sitio, pero debe proporcionar "asistencia" (por lo general suministrar agua, electricidad, baños y otros servicios para permitir que el subcontratista nominado haga su trabajo). En efecto, el nombramiento de subcontratistas nominados establece una relación contractual directa entre el cliente y el subcontratista.
Subcontratistas nombrados
Efectivamente el mismo que un subcontratista interno. En esencia, este contratista es empleado por el contratista principal.

## Subcontratación y la ley tributaria
Bajo la ley de impuestos del Reino Unido, algunas actividades que podrían parecer ser la subcontratación en realidad son tratados de manera diferente. Se trata de una sutileza de impuestos a las empresas que pueden ser fácilmente perdidos o mal entendidos, y puede ser relevante para el alivio tributario a la investigación y el desarrollo. Ejemplos de actividades que implican la contratación externa de trabajo que no se cuentan como subcontratación a efectos fiscales incluyen:
- Investigación colaborativa - investigaciones llevadas a cabo a través de dos empresas que beneficie a ambas empresas.
- Trabajadores proporcionados externamente.
- Consultores independientes.[1]